# Isla de Sibuyán
Sibuyan es una isla en forma de media luna, la segunda más grande del archipiélago que comprende la provincia de Romblón, Filipinas. Ubicada en el homónimo mar de Sibuyan, tiene una superficie de 445 km². La isla tiene dos picos destacados, monte Guiting-Guiting con una altura de 2.058 m y el monte Nailog con una altura de 789 m. La gente habla el dialecto sibuyano del romblomanón, una de las lenguas bisayas.
Sibuyan ha sido considerado por algunos naturalistas locales e internacionales como "las Galápagos de Asia", debido a que ha permanecido en aislamiento del resto del mundo desde su formación. Nunca en su historia geológica ha estado conectada con ninguna otra parte del archipiélago Filipino. Las fuerzas sísmicas empujaron un pico de más de dos mil metros de la corteza terrestre, formando una serie de picos y laderas menores. El pico es el monte Guiting-Guiting (literalmente significa "la montaña serrada", en relerencia a su perfil irregular). Debido a lo inclinado de sus laderas, gran parte de los bosques originales quedaron sin tocar, y el resto es la isla tan como se la encuentra hoy.
Bosques primigenios cubren 140 km², que es el 33% de la superficie de tierra en Sibuyan. Sin embargo, la mayor parte del bosque de altitud inferior ha sido registrado o es secundario. El parque natural del monte Guiting-guiting fue establecido para proteger estos bosques, que están principalmente en el centro y en el norte de la isla, y abarca una superficie de 157 km² de la superficie total de Sibuyan de 445 km². El parque es notable por su paisaje destacado con dos picos gemelos que se yerguen alzan sobre el dosel arbóreo. Permanecen en gran medida intactos, e incluyen toda la ladera desde bosque dipterocarpo de las tierras bajas (de 200 a 900 m) y manglares, a bosque de montaña (por encima de los 700 m) a bosque musgoso, páramos de brezos y herbáceas de montaña alrededor de los picos.
El 21 de junio de 2008, el ferry de pasajeros MV Princess of the Stars de Sulpicio Lines (ahora Philippine Span Asia Carrier Corp.) volcó frente a la costa de la isla. El barco estaba navegando a través del estrecho de Sibuyan desde Manila en ruta a Cebú en pleno tifón Fengshen. Ese accidente causó la muerte de cientos de personas.

## Subdivisión política
Tres municipios comparten la isla: Cajidiocan, Magdiwang, y San Fernando.

## Biodiversidad

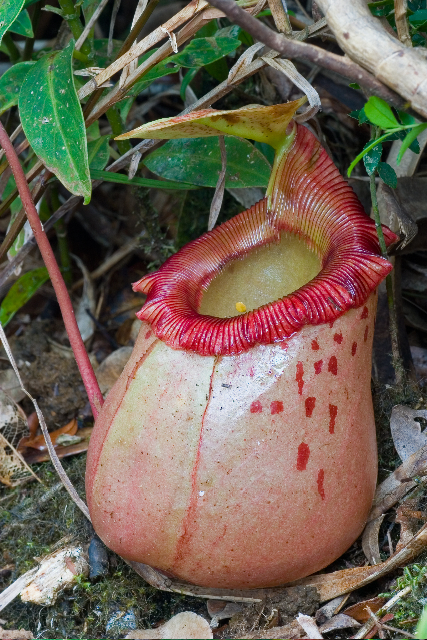
Nepenthes sibuyanensis del monte Guiting-Guiting

Sibuyan tiene una rica biodiversidad de flora y fauna que están amenazados por la emergente y agresiva promoción de la industria minera por el gobierno del país. Es difícil saber cuáles son los números exactos totales de plantas, pues los científicos aún están descubriendo especies sin identificar. En un estudio, el Museo Nacional identificó 1.551 árboles en una sola hectárea, con 123 especies de árboles, y de este número, 54 no se pueden encontrar en ningún otro lugar del mundo. De ahí, se ha proclamado como uno de los bosques más diversos y densos. Se estima que hay 700 especies de plantas vasculares en la isla. Nepenthes sibuyanensis, una especie de planta insectívora, es también endémica como su propio nombre científico sugiere. Hay 131 especies de aves y diez especies de murciélagos, y muchos mamíferos, y roedores que aún no han sido totalmente catalogados. Tres subespecies son endémicas de: Colasisi Loriculus philippensis bournsi, el pájaro carpintero pigmeo de las Filipinas Dendrocopos maculatus menagei, y el diceido de vientre naranja Dicaeum trigonostigma sibuyanicum, todos los cuales se han documentado allí a principios de los noventa. Cinco especies de mamíferos amenazados un murciélago y cuatro roedores, son endémicos de Sibuyan, y aquí se encuentra el murciélago de la fruta en peligro crítico Nyctimene rabori.

## Ecologistas locales
Destacados defensores de la naturaleza nacidos en la isla de Sibuyan son el activista del clima Rodne Galicha, Gawad Geny Lopez Bayaning Pilipino Awardee Dr. Arthur Rey Tansiongco, y en fallecido Armin Rios Marin. Tanto Galicha como Marin (este póstumamente) recibieron el Premio Héroe Medioambiental Individual de 2013 (Gawad Bayani ng Kalikasan).

## Actuales cuestiones medioambientales
La isla de Sibuyan permanece como uno de los ecosistemas más intactos de las Filipinas y del mundo. El agua del famoso río Cantingas así como la mayoría de los demás ríos y arroyos de la isla demostraron ser agua de la menor calidad para el consumo humano de todo el mundo. El agua potable de los sibuyanos viene directamente y sin ser tratada de ríos, manantiales y agujeros perforados en las laderas de la montaña o en el suelo. El grupo Sibuyanos contra la minería, con los Island Sentinels League for Environment Inc. (Sibuyan ISLE), ha estado luchando por la conservación y protexxión de la isla contra las actividades mineras considerando su vasto impacto sobre la ecología, la cultura y la sociedad de la isla.